# エリック・ブロイキンク
エリック・ブロイキンク（Erik Breukink、1964年4月1日- ）は、オランダヘルダーラント州レーデン出身の元自転車競技（ロードレース）選手。2004年よりラボバンクのゼネラル・マネジャーを務めている。

## 経歴
1984年のロサンゼルスオリンピックに、100kmチームタイムトライアルの一員として出場し4位。
1985年にプロへ転向。
1986年、ペーター・ポスト率いるパナソニックに移籍。
1987年
- ジロ・デ・イタリアでは第1、2ステージでマリア・ローザを堅持し、総合3位。
- ツール・ド・フランス第12ステージを勝利している。

1988年は充実したシーズンを送った。
- ジロ・デ・イタリアでは、第14ステージを制覇し、また総合優勝のアンドリュー・ハンプステンを最後まで追い詰め総合2位。
- ツール・ド・フランスでは、マイヨ・ブラン（新人賞）を獲得。
- バスク一周、クリテリウム・アンテルナシオナルを総合優勝。オムロープ・ヘット・フォルク優勝などの実績を残した。

1989年のツール・ド・フランスでは、ルクセンブルクで行われたプロローグを制し、マイヨ・ジョーヌを奪取。
1989年限りでパナソニックが解散したため、1990年、当時、自転車チーム最強の布陣とまで言われたPDMに移籍。
- ツール・ド・フランスでは、総合優勝を狙える力を発揮した。いずれも個人タイムトライアルの区間である、第12、第20ステージを制し、最後まで優勝のグレッグ・レモン、2位のクラウディオ・キアプッチと優勝争いを演じたが、レモンに2分29秒差及ばず3位。キアプッチとはわずか13秒差であった。

この当時のブロイキンクは、タイムトライアルが強かったばかりでなく、平地、山岳コースでも安定した走りを見せ、近い将来、ツール・ド・フランスを制すると目されていた。なお、同年のオランダ スポーツマンオブザイヤーを受賞している。
- しかし、1991年のツール・ド・フランスにおける、PDMチームの食中毒事件（ドーピングがあったとされる。）を境に、ブロイキンクの成績は下降線を辿ることになってしまった。

その後、
- オンセに移籍した1993年にロンド・ファン・ネーデルランド総合優勝、国内選手権・個人ロードレース優勝、
- 1995年、1997年の国内選手権・タイムトライアル優勝といった戦績を収めたものの、ツール・ド・フランスなどの大レースにおいて優勝争いする機会はなくなってしまった。
- 1997年、現役を引退。

その後、オランダ放送協会の解説者を経て、2004年、現役最後の在籍チームでもあった、ラボバンクのチーム監督に就任。
- 2005年、バネストを退団することになったデニス・メンショフの獲得に成功し、同年、メンショフはブエルタ・ア・エスパーニャを制覇。メンショフは2007年のブエルタも制した。この他、オスカル・フレイレやトーマス・デッケルらが活躍するなど、チーム監督して高い手腕を発揮している。